# Lilla Hyttjärnen
Lilla Hyttjärnen är en sjö i Lindesbergs kommun i Västmanland och ingår i Norrströms huvudavrinningsområde. Sjön är 5 meter djup, har en yta på 0,0144 kvadratkilometer och är belägen 269,3 meter över havet.